# 2012 год в музыке

## Награды

### Премия «Грэмми»
54-я ежегодная церемония вручения премии «Грэмми» состоялась 12 февраля 2012 года в Лос-Анджелесе.
- Запись года — Adele «Rolling In The Deep»
- Альбом года — Adele «21»
- Песня года — Adele «Rolling In The Deep»
- Лучший новый исполнитель — Bon Iver

### BRIT Awards 2012
32-я ежегодная церемония вручения наград BRIT Awards прошла 21 февраля 2012 года в Лондоне.
- Британский исполнитель года — Ed Sheeran
- Международный исполнитель года — Bruno Mars
- Британская исполнительница года — Adele
- Международная исполнительница года — Rihanna
- Британская группа года — Coldplay
- Международная группа года — Foo Fighters
- Британский прорыв года — Ed Sheeran
- Британский сингл года — One Direction «What Makes You Beautiful»

### Billboard Music Awards
Церемония вручения музыкальных наград Billboard Music Awards 2012 прошла 20 мая в MGM Grand Garden Arena в Лас-Вегасе.
- Артист года — Adele
- Открытие года — Wiz Khalifa
- Лучший исполнитель — Lil Wayne
- Лучшая исполнительница — Adele
- Лучшая группа — LMFAO
- Лучшая песня (Top Hot 100) — LMFAO feat. Lauren Bennett & GoonRock «Party Rock Anthem»
- Лучший альбом — Adele «21»

### Премия Муз-ТВ 2012
11-я ежегодная национальная премия в области популярной музыки Муз-ТВ 2012 была проведена 1 июня 2012 года в Москве.
- Лучший исполнитель — Дима Билан
- Лучшая исполнительница — Ёлка
- Лучшая поп-группа — Винтаж
- Прорыв года — Макс Барских
- Лучшая песня — Нюша «Выше»

### MTV Video Music Awards 2012
29-я церемония вручения музыкальных наград телеканала MTV прошла 6 сентября 2012 года в Лос-Анджелесе.
- Видео года — Rihanna feat. Calvin Harris «We Found Love»
- Лучшее мужское видео — Chris Brow «Turn Up The Music»
- Лучшее женское видео — Nicki Minaj «Starships»
- Лучший новый артист — One Direction «What Makes You Beautiful»

### Премия RU.TV 2012
2-я ежегодная русская премия телеканала RU.TV прошла 29 сентября в Москве.
- Лучший певец — Дима Билан
- Лучшая певица — Нюша
- Лучшая группа — Потап и Настя
- Реальный приход — Иван Дорн
- Лучшая песня — Ёлка «Около Тебя»

### MTV Europe Music Awards 2012
19-я церемония вручения музыкальных наград телеканала MTV Европа прошла 11 ноября 2012 года во Франкфурте.
- Лучший певец — Джастин Бибер
- Лучшая певица — Taylor Swift
- Лучший новый артист — One Direction
- Лучшая песня — Carly Rae Jepsen «Call Me Maybe»

### American Music Awards 2012
40-я ежегодная церемония American Music Awards 2012 прошла 18 ноября в Лос-Анджелесе.
- Артист года — Justin Bieber
- Новый артист года —  Carly Rae Jepsen

### Зал славы рок-н-ролла
Исполнители:
- Beastie Boys (Майкл «Mike D» Даймонд, Адам «Ad-Rock» Хоровиц и Адам «MCA» Яух)[1]
- The Blue Caps (Клифф Гэллап, Бобби Джонс, Джонни Микс, Джек Нил, Пол Пик[англ.], Вилли Уильямс, Томми Фасенда[англ.] и Дики Харрелл)[2]
- The Comets (Джоуи Амброуз[англ.], Фрэнни Бичер[англ.], Джонни Грэнд[англ.], Ральф Джонс[англ.], Маршалл Лайтл[англ.], Руди Помпилли[англ.], Эл Рекс[англ.], Дик Ричардс, Дэнни Седрон[англ.] и Билли Уильямсон[англ.])[3]
- The Crickets (Сонни Кёртис[англ.], Джо Молдин[англ.], Ники Салливан[англ.] и Джерри Эллисон[англ.])[4]
- The Famous Flames (Бобби Беннетт[англ.], Бобби Бёрд[англ.], Ллойд Столлуорт[англ.] и Джонни Терри)[5]
- Guns N’ Roses (Стивен Адлер, Дафф Маккаган, Диззи Рид, Эксл Роуз, Слэш, Мэтт Сорум и Иззи Стрэдлин)[6]
- The Midnighters (Генри Бут, Сонни Вудс, Кэл Грин, Билли Дэвис[англ.], Артур Портер, Чарльз Саттон, Лоусон Смит и Норман Трэшер)[7]
- The Miracles (Уоррен Мур[англ.], Бобби Роджерс[англ.], Клодетт Роджерс Робинсон[англ.], Марв Тарплин[англ.] и Рональд Уайт[англ.])[8]
- Red Hot Chili Peppers (Джек Айронс, Энтони Кидис, Джош Клингхоффер, Клифф Мартинес, Хиллел Словак, Чэд Смит, Фли и Джон Фрушанте)[9]
- Small Faces/Faces (Ронни Вуд, Кенни Джонс, Ронни Лэйн, Иэн Маклэган, Стив Марриотт и Род Стюарт)[10]
- Донован[11]
- Лора Ниро[12]

Раннее влияние:
- Фредди Кинг[13]

Неисполнители:
- Дон Киршнер[14]

Награда за музыкальное мастерство:
- Том Дауд[15]
- Глин Джонс[16]
- Козимо Матасса[17]

### Зал славы авторов песен
- Том Джонс[англ.][18]
- Гордон Лайтфут[19]
- Боб Сигер[20]
- Джим Стайнман[21]
- Дон Шлитц[англ.][22]
- Харви Шмидт[англ.][23]

Награда Хэла Дэвида «Звёздный свет»:
- Ни-Йо[24]

Награда первопроходцу:
- Вуди Гатри[25]

Награда Сэмми Кана за жизненные достижения:
- Бетт Мидлер[26]

### Зал славы кантри
- Гарт Брукс[27]
- Харгус Роббинс[англ.][28]
- Конни Смит[29]

## События
- 2 февраля — 12 мая — гастрольный тур группы Аквариум — «4000 лет» в честь 40-летия коллектива. Юбилейные гастроли начались двумя выступлениями в Москве в клубе «Б2» 2 и 3 февраля. После этого «Аквариум» посетил ещё два десятка городов Сибири, Урала и Поволжья.[30][31]
- 10 апреля — вышел в свет дебютный альбом группы Keeprolling «Клуб Настоящих Мужчин»
- 27 апреля — Леди Гага начала свой третий концертный тур The Born This Way Ball Tour в Сеуле
- 12 мая — в Москве открылся концертный клуб Алексея Козлова
- 11 июня — фестиваль «Рок над Волгой»
- 6, 7, 8 июль — фестиваль «Нашествие»
- 6, 7, 8 июля — фестиваль «Ruisrock»[32]
- 11 июня — фестиваль «Sensation — Innerspace» (Санкт-Петербург)[33]
- 16 июня — в Архангельске (Россия) прошёл первый рок-фестиваль «Остров».
- 2—4 августа — фестиваль «Wacken Open Air»[34]
- 28 сентября — 14 октября XIX Международный музыкальный фестиваль «Харьковские ассамблеи».
- 1 октября — Anette Olzon и «Nightwish» решили расстаться по обоюдному решению и для всеобщего блага. Тур в поддержку альбома «Imaginaerum» завершится с нидерландской певицей Флор Янсен (ex-After Forever, ReVamp)
- 8 октября — Адриано Челентано вернулся на большую сцену с новой концертной программой Rock Economy[35]
- 25 ноября — Константин Меладзе объявил о закрытии группы «ВИА Гра» с 1 января 2013 года[36].

## Песни

### США
Хиты № 1 в США (Список синглов № 1 в США в 2012 году (Billboard) #1 Hits)
- «Call Me Maybe» — Carly Rae Jepsen (9 недель)
- «One More Night» — Maroon 5 (9 недель)
- «Somebody That I Used to Know» — Gotye feat. Kimbra (8 недель)
- «We Are Young» — fun. feat. Janelle Monae (6 недель)
- «Stronger (What Doesn't Kill You)» — Kelly Clarkson (3 недели)
- «We Are Never Ever Getting Back Together» — Taylor Swift (3 недели)
- «Diamonds» — Rihanna (3 недели)
- «Sexy And I Know It» — LMFAO (2 недели)
- «We Found Love» — Rihanna feat. Calvin Harris (2 недели)
- «Set Fire to the Rain» — Adele (2 недели)
- «Whistle» — Flo Rida (2 недели)
- «Locked Out of Heaven» — Bruno Mars (2 недели)
- «Part of Me» — Katy Perry (1 неделя)

### Великобритания
Хиты № 1 в Великобритании (UK Official Top 100 #1 Hits)
- «Somebody That I Used to Know» — Gotye feat. Kimbra (5 недель)
- «Call Me Maybe» — Carly Rae Jepsen (4 недели)
- «Spectrum (Say My Name)» — Florence + The Machine feat. Calvin Harris (3 недели)
- «Domino» — Jessie J (2 недели)
- «R.I.P.» — Rita Ora feat. Tinie Tempah (2 недели)
- «Payphone» — Maroon 5 feat. Wiz Khalifa (2 недели)
- «Heatwave» — Wiley feat. Ms D (2 недели)
- «Hall of Fame» — The Script feat. will.i.am (2 недели)
- «Candy» — Robbie Williams (2 недели)
- «Troublemaker» — Olly Murs feat. Flo Rida (2 недели)
- «Impossible» — James Arthur (2 недели)
- «Paradise» — Coldplay (1 неделя)
- «Good Feeling» — Flo Rida (1 неделя)
- «Twilight» — Cover Drive (1 неделя)
- «Titanium» — David Guetta feat. Sia (1 неделя)
- «Hot Right Now» — DJ Fresh feat. Rita Ora (1 неделя)
- «Part of Me» — Katy Perry (1 неделя)
- «Turn Up the Music» — Chris Brown (1 неделя)
- «Young» — Tulisa (1 неделя)
- «We Are Young» — fun. feat. Janelle Monae (1 неделя)
- «Feel the Love» — Rudimental (1 неделя)
- «Sing» — Gary Barlow & The Commonwealth Band feat. Military Wives (1 неделя)
- «Call My Name» — Cheryl (1 неделя)
- «This is Love» — will.i.am feat. Eva Simons (1 неделя)
- «How We Do (Party)» — Rita Ora (1 неделя)
- «Bom Bom» — Sam And The Womp (1 неделя)
- «Wings» — Little Mix (1 неделя)
- «Let Me Love You (Until You Learn To Love Yourself)» — Ne-Yo (1 неделя)
- «Gangnam Style» — PSY (1 неделя)
- «Diamonds» — Rihanna (1 неделя)
- «Don't You Worry Child» — Swedish House Mafia feat. John Martin (1 неделя)
- «Sweet Nothing» — Calvin Harris feat. Florence Welch (1 неделя)
- «Beneath Your Beautiful» — Labrinth feat. Emeli Sande (1 неделя)
- «Little Things» — One Direction (1 неделя)
- «The Power of Love» — Gabrielle Aplin (1 неделя)
- «He Ain't Heavy, He's My Brother» — The Justice Collective (1 неделя)

### Россия
Хиты № 1 в России (TopHit)
- «Ai Se Eu Te Pego» — Michel Telo (11 недель)
- «Fallin'» — Playmen (6 недель)
- «Воспоминание» — Нюша (6 недель)
- «We Found Love» — Rihanna feat. Calvin Harris (5 недель)
- «Whistle» — Flo Rida (5 недель)
- «Выше» — Нюша (4 недель)
- «Sexy And I Know It» — LMFAO (3 недели)
- «Весь Мир На Ладони Моей» — Ева Польна (3 недели)
- «Lights Out (Go Crazy)» — Junior Caldera feat. Natalia Kills & Far East Movement (2 недели)
- «Somebody That I Used to Know» — Gotye feat. Kimbra (2 недели)
- «Около тебя» — Ёлка (1 неделя)
- «Москва» — DJ Smash feat. Винтаж (1 неделя)
- «Masterpiece» — Madonna (1 неделя)
- «Je Ne Sais Pas» — Azuro feat. Elly (1 неделя)
- «I Follow Rivers» — Lykke Li & The Magican (1 неделя)

## Образовавшиеся группы
- Cream Soda
- Flyin Up
- «ЛСП»

## Распавшиеся группы
- Непара
- Черный Лукич

## Концерты
- 25 января — Елена Неклюдова «Ты услышишь!» — Москва, «Дворец на Яузе»
- 1 3 февраля — Rammstein «Made in Germany» — Санкт-Петербург «СКК»
- 23 февраля — Любэ «55» Юбилей Николая Расторгуева — Москва, Crocus City Hall
- 3 марта — The Misfits — Москва, Arena Moscow
- 3 марта — Каста — Волгоград, Пиранья
- 6,7,10 марта — Tarja Turunen — Москва, Нижний Новгород, Санкт-Петербург
- 7 марта — Ирина Аллегрова — Москва, «Олимпийский»[37]
- 8 марта — U.D.O., ЦКЗ «Аврора», Санкт-Петербург
- 13 марта — Rise Against Санкт-Петербург, Космонавт
- 14,15 марта — Nightwish — Санкт-Петербург, Москва
- 24 марта — Poets Of The Fall — Москва, Arena Moscow
- 6 апреля — БИ-2 — Москва, клуб Stadium-Live
- 17 апреля — Scorpions — Санкт-Петербург, СК Юбилейный
- 18, 20 Апреля — Judas Priest — Москва, Санкт-Петербург
- 26, 27, 29 апреля — Scorpions, Москва, Crocus City Hall
- 30 апреля — Yellowcard — Екатеринбург, клуб Tele-Club
- 11 и 12 мая — Guns N’ Roses — Москва, концертный зал «Stadium Live»
- 12 мая — Garbage — Санкт-Петербург, СК Юбилейный; Москва, КЗ Крокус Сити Холл
- 14 мая — Guano Apes в Milk Moscow!
- 22 мая — W.A.S.P. — Санкт-Петербург, ГлавClub
- 24 мая — Oomph! — Москва, Arena Moscow
- 26 мая — Marilyn Manson — Москва, Arena Moscow
- 25 мая — Manfred Mann’s Earth Band, Санкт-Петербург, ДК Ленсовета
- 27 мая — Manfred Mann’s Earth Band, Москва, Crocus City Hall
- 15 июня — Птаха в клубе 16 тонн ДР
- 10, 14 июня — Linkin Park — Москва, фестиваль Максидром; Санкт-Петербург, СКК Петербургский
- 11 июня — The Cure — Москва, фестиваль Максидром
- 19 июня — Puddle of Mudd — Москва, клуб Milk
- 30 июня — сэр Элтон Джон; Queen+Adam Lambert — Киев, Майдан Независимости
- 3 июля — Queen+Adam Lambert — Москва, СК Олимпийский[38]
- 16 июля — ZZ Top — Москва, Crocus City Hall
- 20, 22 июля — Red Hot Chili Peppers — Санкт-Петербург, Петровский Стадион; Москва, Стадион Лужники
- 25 июля — Red Hot Chili Peppers — Киев, НСК «Олимпийский»
- 25 июля, 27 июля, 31 июля, 2 августа — Sum 41- Москва, Arena Moscow; Санкт-Петербург, Космонавт; Екатеринбург, tele-clab;
- 1-5 августа — фестиваль Kubana — Краснодарский край, посёлок Веселовка
- 4 августа — Madonna — Киев, НСК «Олимпийский»
- 5 августа — Проект G3 (Стив Вай, Джо Сатриани, Стив Морс) — Москва, Crocus City Hall
- 7, 9 августа — Madonna — Москва, СК «Олимпийский»; Санкт-Петербург, СКК Петербургский
- 11, 12 августа — Ministry — Москва (Arena Moscow), Санкт-Петербург (Космонавт)[39]
- 21 августа — Korn — Москва, концертный зал «Stadium Live»
- 25 августа — Korn — Новосибирск, «Novosibirsk Expocentre»
- 16,18 сентября — Placebo — Санкт-Петербург, СК Юбилейный; Москва, СК Олимпийский
- 3 октября — Nazareth — Москва, Crocus City Hall
- 12 октября — Daughtry — Москва, Stadium Live
- 25 октября — Nickelback — Москва, СК «Олимпийский»
- 28 октября — Deep Purple — Москва, СК «Олимпийский»
- 3 ноября — Manowar — Москва, Stadium Live
- 5 ноября — Status Quo — Москва, Crocus City Hall
- 10 ноября — Papa Roach — Нижний Новгород, Milo Concert Hall
- 12 ноября — Slim — презентация альбома CEN-Тропе КЗ Москва
- 15 ноября — Papa Roach — Новосибирск, клуб «Отдых»
- 18 ноября — Gorky Park — Москва, Crocus City Hall
- 22 ноября — Kasabian — Москва, Stadium Live
- 24-25-26 ноября — Lara Fabian — Москва, Государственный Кремлёвский Дворец
- 24 ноября Птаха (CENTR) — Москва, клуб «16 Тонн»
- 27-28 ноября — Lara Fabian — Санкт-Петербург, БКЗ Октябрьский
- 29 ноября — Тимати — Москва, Crocus City Hall
- 1 декабря — Кипелов — Москва, Crocus City Hall
- 4 декабря — Григорий Лепс — Москва, СК «Олимпийский»
- 9 декабря — Thousand Foot Krutch — Санкт-Петербург, «Glavclub»
- 9, 12 декабря — Lady Gaga — Санкт-Петербург, СКК Петербургский и Москва, СК Олимпийский

## Рекорды
- Адель продолжила ставить рекорды в хит-парадах. Её диск 21 занял первое место в Billboard 200 в 16 раз, побив рекорды пластинок Pink Floyd The Wall и The Beatles Sgt. Pepper’s Lonely Hearts Club Band и став самым успешным в США релизом британского исполнителя по количеству недель, проведённых на вершине чарта[40].

## Рейтинги
- Составлен список лучших гитаристов всех времен по версии журнала Guitar World. Первая десятка выглядит следующим образом:

1. Эдди Ван Хален
2. Брайан Мэй
3. Алекс Лайфсон
4. Джими Хендрикс
5. Джо Сатриани
6. Джимми Пейдж
7. Тони Айомми
8. Стив Рэй Вон
9. Даймбег Даррелл Эбботт
10. Стив Вай[41].

## Скончались

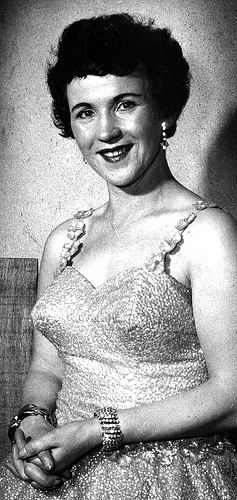
(1924—2012) — первая ирландская поп-звезда, получившая международное признание.

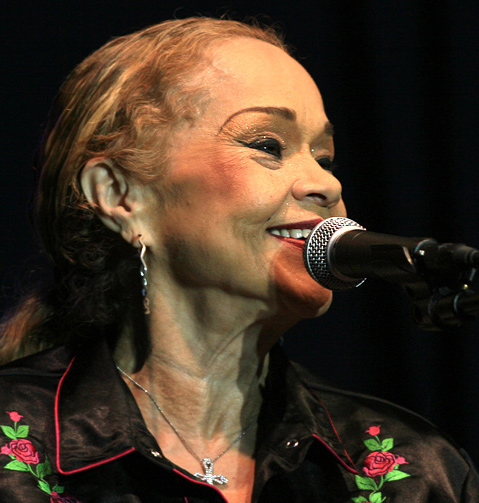
Этта Джеймс

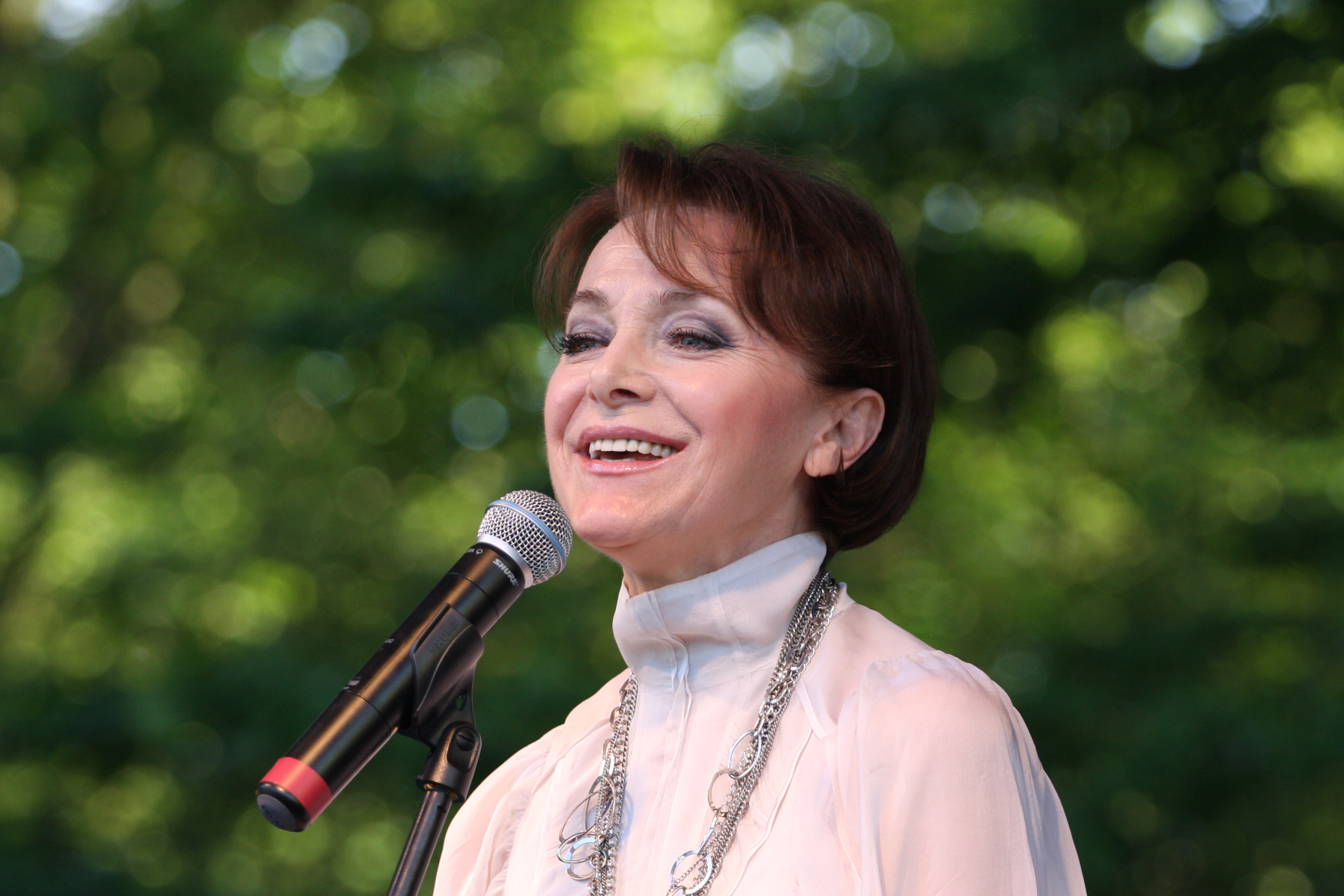
Ирена Яроцка

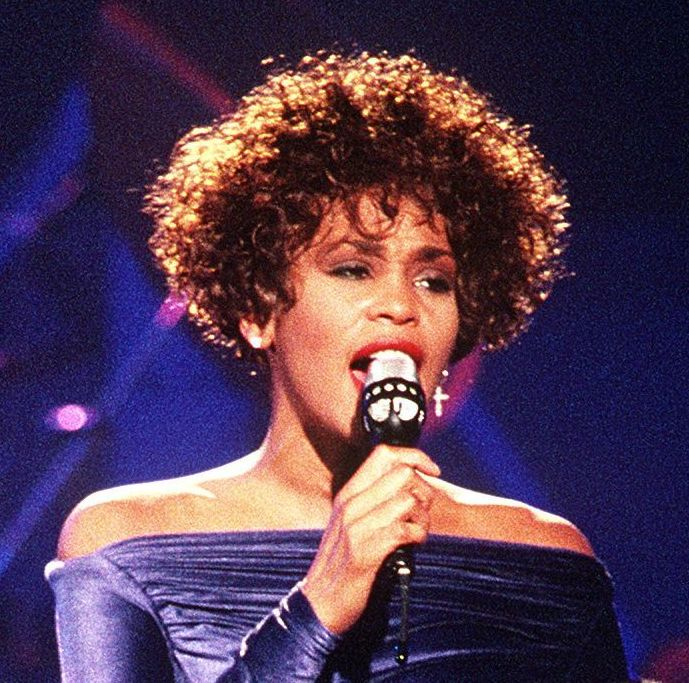
Уитни Хьюстон

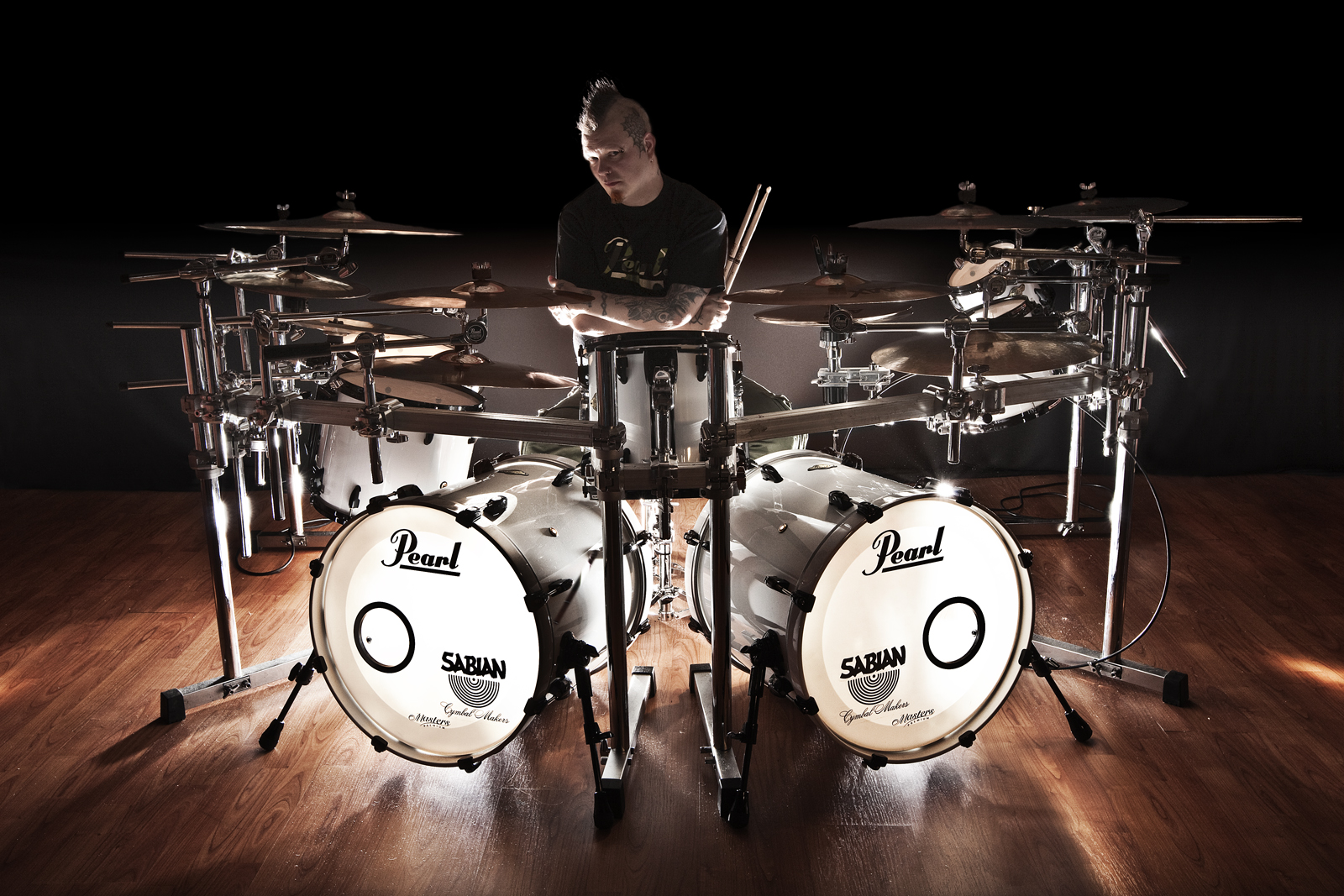
Тонми «Otus» Лиллман

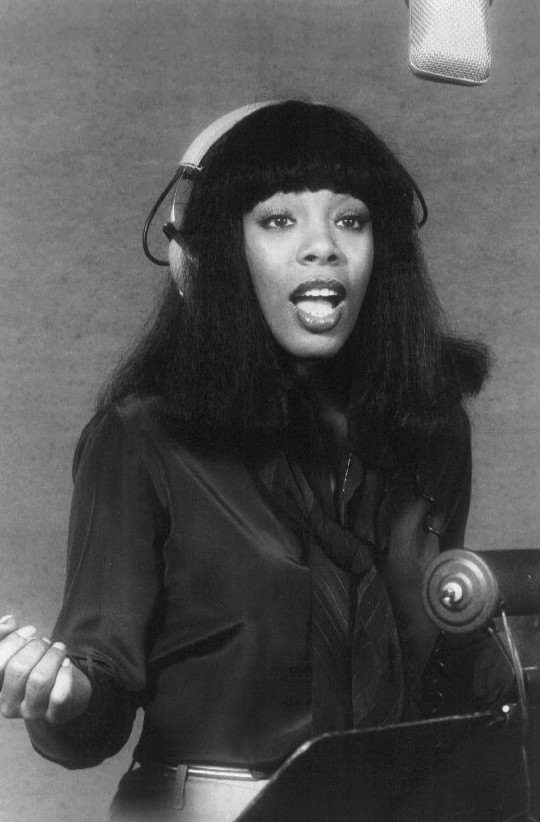
Донна Саммер

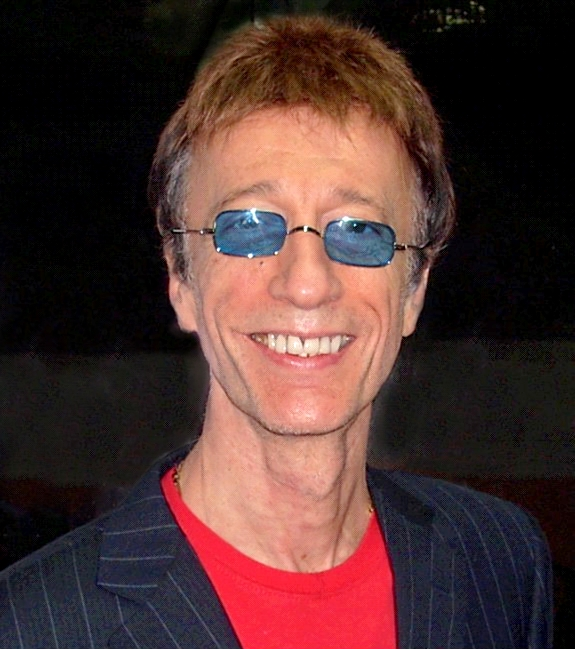
Робин Гибб

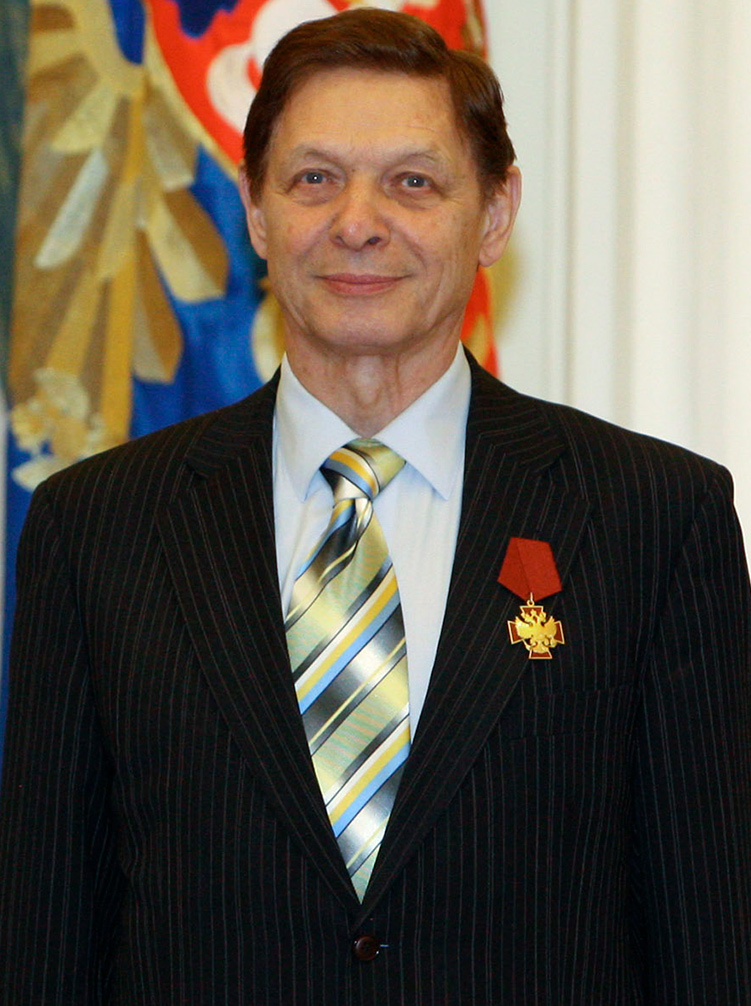
Эдуард Хиль

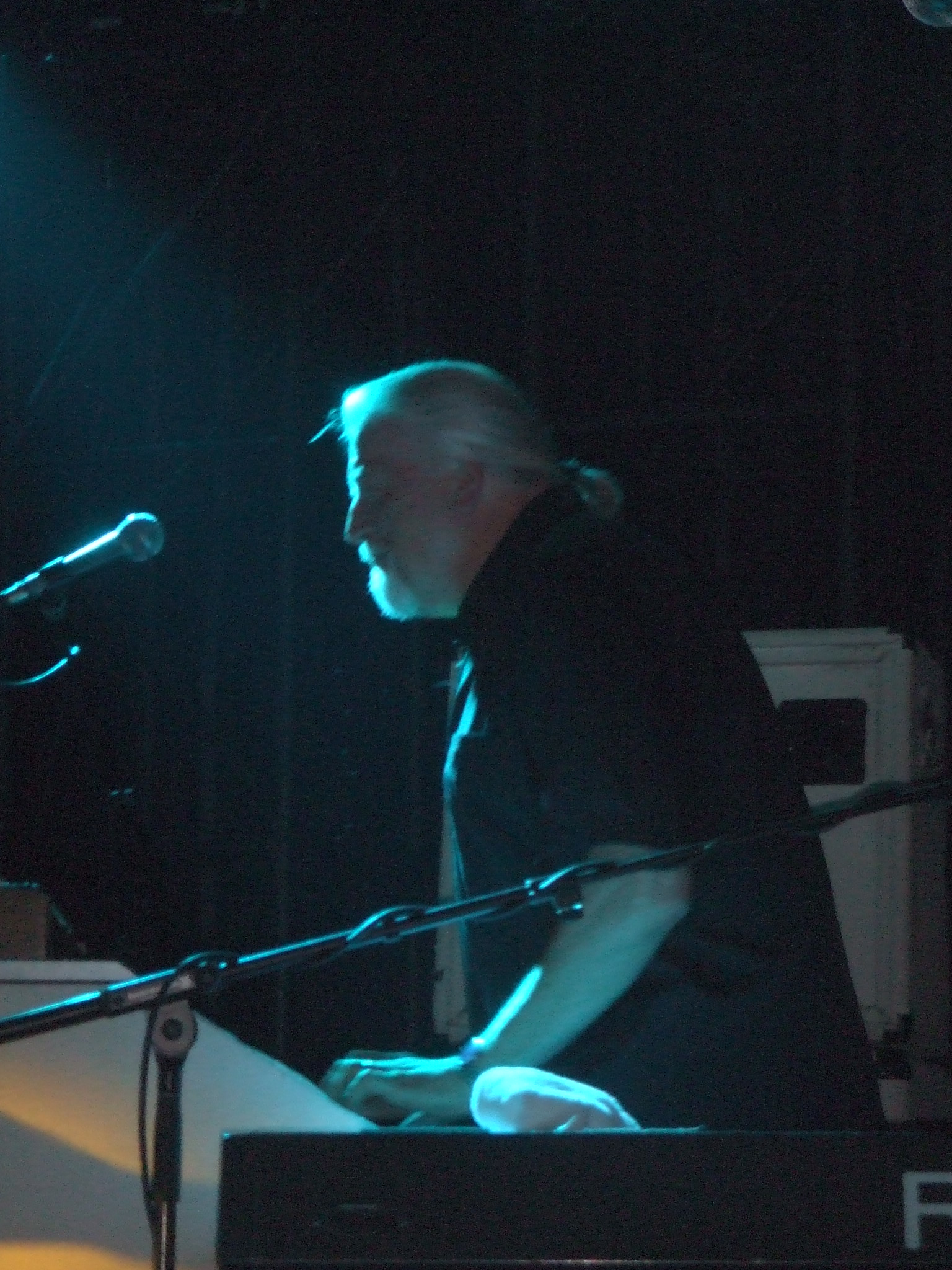
Джон Лорд

### Январь
- 1 января
  - Яфа Яркони (86) — израильская певица[43];
  - Фред Милано[англ.] (72) — американский исполнитель в стиле ду-воп[44]
  - Нина Миранда[исп.] (86) — уругвайская певица и композитор[45];
  - Андерс Франдсен (51) — датский певец, представитель Дании на конкурсе песни Евровидение 1991[46][47][48][49];
- 2 января
  - Иэн Барг (76) — канадский джазовый пианист и композитор;
  - Гельмут Мюллер-Брюль (78) — немецкий дирижёр[50];
  - Ларри Рейнхарт (63) — американский рок-гитарист, участник групп Iron Butterfly и Captain Beyond.[44];
- 3 января
  - Энрике де Мельчор (61) — испанский гитарист в жанре фламенко[51];
  - Боб Уэстон[англ.] (64) — британский гитарист и автор песен (был в составе Fleetwood Mac c 1972 по 1974 год)[52][53];
- 4 января — Керри Макгрегор (37) — шотландская певица, автор песен[54][55][56];
- 5 января
  - Селвин Баптист[англ.] (75) — британский музыкант и организатор музыкальных фестивалей родом из Тринидад и Тобаго[57];
  - Амит Сайгал[англ.] (46) — индийский рок-музыкант, издатель музыкального журнала (утонул)[58];
  - Хикару Хаяси[англ.] (80) — японский композитор, пианист и дирижёр[59];
- 6 января
  - Том Ардолино[англ.] (56) — американский рок-барабанщик[60][61];
  - Николь Богнер (27) — вокалистка Visions of Atlantis с 2000 по 2005 годы[62][63];
  - Уильям Фрэнсис Макбет[англ.] (78) — американский композитор[64];
- 8 января
  - Дейв Александер[англ.] (73) — американский блюзовый певец и пианист (самоубийство)[65];
  - Алексис Вайссенберг (82) — французский пианист еврейского происхождения[66];
- 9 января — Брайди Галлахер[англ.] (87) — ирландская певица[67][68];
- 12 января
  - Розалинда Ранси[англ.] (79) — британская пианистка, вдова Роберта Ранси[69];
  - Садао Бэкку[англ.] (89) — японский классический композитор[70];
- 16 января — Леонхардт, Густав (83) — нидерландский клавесинист, органист, дирижёр, музыковед и педагог[71];
- 17 января — Джонни Отис (90) — американский музыкант, продюсер и автор песен[72]
- 19 января — Уинстон Райли[англ.] (68) — певец и композитор из Ямайки[73];
- 20 января
  - Этта Джеймс (73) — американская блюзовая певица[74]
  - Джон Леви[англ.] (99) — американский джазовый музыкант[75][76];
- 21 января — Ирена Яроцка (65) — польская эстрадная певица[77];
- 22 января — Рита Горр (85) — бельгийская оперная певица[78];
- 23 января — Уно Ярвела, эстонский и советский хоровой дирижёр, народный артист Эстонской ССР (1976).
- 25 января
  - Пааво Берглунд (82) — финский дирижёр[79].
  - Марк Риэл[англ.] (56) — гитарист и основатель группы Riot[80];
- 26 января — Клер Фишер[англ.] (83) — американский композитор и пианист[81];
- 29 января — Камилла Уильямс[англ.] (92) — американская оперная певица;
- 31 января
  - Лесли Картер (25) — американская певица, автор песен, пианистка и кларнетистка, сестра Ника и Аарона Картеров.
  - Кинг Ститт[англ.] (72) — певец и DJ с Ямайки[82][83];

### Февраль
- 1 февраля — Дэвид Пистон[англ.] (54) — американский исполнитель в стиле R&B и госпел[84][85];
- 4 февраля — Янош Себестьен[англ.] (80) — венгерский органист[86];
- 6 февраля
  - Ноэл Килехан (76) — ирландский дирижёр и музыкант[87][88];
  - Цзян Ин (92) — китайская оперная певица[89][90];
- 8 февраля
  - Джанджакомо Гельфи[англ.] (87) — итальянский оперный певец[91];
  - Луис Альберто Спинетта (62) — аргентинский рок-музыкант;
  - Вандо[англ.] (66) — бразильский автор-исполнитель[92];
  - Джимми Сабатер[англ.] (75) — латиноамериканский музыкант[93]
- 9 февраля — Джо Моретти[англ.] (73) — британский гитарист[94];
- 11 февраля — Уитни Хьюстон (48) — американская певица
- 13 февраля
  - Джоди Кристиан[англ.] (80) — американский джазовый пианист[94];
  - Рассел Армс[англ.] (92) — американский певец[95];
- 14 февраля
  - Тонми «Otus» Лиллман (38) — финский музыкант, ударник группы Lordi, ранее игравший в Sinergy, To/Die/For[96];
  - Дори Превин[англ.] (86) — американская певица и автор песен[97];
- 15 февраля
  - Клайв Шекспир[англ.] (62) — британский гитарист и автор песен[98][99];
  - Чарльз Энтони[англ.] (82) — американский тенор[100];
- 17 февраля — Майкл Дейвис[англ.] (68) — бас-гитарист группы MC5[101];
- 18 февраля — Элизабет Коннелл (65) — британская оперная певица родом из ЮАР[102][103];
- 22 февраля
  - Майк Мелвойн[англ.] (74) — американский джазовый пианист и композитор[104];
  - Дмитрий Набоков (77) — американский оперный певец (бас), единственный сын Владимира Набокова[105];
  - Билли Стрейндж[англ.] (81) — американский автор-исполнитель;
- 23 февраля — Кравец, Нисон Вольфович (83) — скрипач, заслуженный артист РФ[106]
- 24 февраля
  - Иштван Анхалт[англ.] (92) — венгерско-канадский композитор[107];
  - Пери Рибейро[англ.] (74) — бразильский джазовый певец[108];
- 25 февраля
  - Морис Андре (78) — французский трубач;
  - Луизиана Ред (79) — американский блюзовый исполнитель и музыкант[109];
  - Ред Холлоуэй[англ.] (84) — американский джазовый саксофонист[110];
- 29 февраля — Дэйви Джоунс[англ.] (66) — британский рок-музыкант, участник группы The Monkees[111];

### Март
- 12 марта — Майкл Хоссак (65) — американский музыкант, барабанщик группы The Doobie Brothers
- 21 марта — Некрасов, Николай Николаевич (79) — главный дирижёр и художественный руководитель Академического оркестра русских народных инструментов, Народный артист СССР.
- 30 марта — Лернер, Давид Михайлович (102) — советский пианист, концертмейстер.

### Апрель
- 3 апреля — Бобков Вячеслав (54) — поэт, композитор, исполнитель в жанре городской романс.
- 5 апреля — Джим Маршалл (88) — американский бизнесмен, основатель компании по производству музыкального оборудования Marshall Amplification.
- 17 апреля — Грэхем Симпсон[англ.] (68) — британский музыкант, басист группы Roxy Music
- 18 апреля — Дик Кларк (82) — американский радио- и телеведущий
- 19 апреля — Левон Хелм (71) — американский музыкант, барабанщик группы The Band
- 23 апреля — Кушплер, Игорь Фёдорович (63) — украинский оперный певец. ДТП[112]

### Май
- 3 мая — Феликс Вердер (90) — австралийский классический композитор
- 4 мая — Адам «MCA» Яух (47) — американский рэпер, композитор и режиссёр, сооснователь группы Beastie Boys
- 13 мая — Дональд Данн[англ.] (71) — американский музыкант, басист группы Booker T. & the M.G.’s
- 17 мая — Донна Саммер (63) — американская диско-певица[113]
- 20 мая — Робин Гибб (62) — британский певец и автор песен, вокалист группы Bee Gees[114]
- 29 мая
  - Марк Минков (67) — советский и российский композитор. Написал музыку к более чем 100 кино- и телефильмам.[115]
  - Док Уотсон (89)— американский гитарист и кантри исполнитель.

### Июнь
- 4 июня
  - Херб Рид[англ.] (83) — американский певец, вокалист группы The Platters
  - Эдуард Хиль (77) — советский и российский эстрадный певец (баритон), народный артист РСФСР.

### Июль
- 16 июля — Джон Лорд (71) — британский музыкант и композитор, основатель и клавишник группы Deep Purple

### Август
- 20 августа — Скотт Маккензи (73) — американский певец, прославившийся в 1967 году исполнением хита San Francisco, ставшего неофициальным гимном движения хиппи[116]

### Сентябрь
- 14 сентября — Максим Капитановский (64) — барабанщик раннего состава группы Машина Времени, также играл в ансамблях Лейся, песня и Добры молодцы. Писатель, поэт, режиссёр.[117]
- 25 сентября — Энди Уильямс (84) — американский эстрадный певец, актёр. Исполнитель бессмертного хита Moon River.[118]

### Ноябрь
- 1 ноября — Митч Лакер (28) — американский вокалист группы Suicide Silence
- 18 ноября — Дроздов, Сергей Александрович (57) — солист группы «Синяя птица».
- 19 ноября — Кузьмин, Вадим Петрович (48) — лидер группы «Чёрный Лукич», представитель сибирской панк-волны.
- 22 ноября — Фрэнк Барсалона[англ.] (74) — американский агент по поиску талантов

### Декабрь
- 5 декабря — Дэйв Брубек (91) — американский джазовый пианист.[119]
- 11 декабря
  - Галина Вишневская (86) — советская и российская оперная певица и театральный режиссёр, педагог, актриса.[120]
  - Рави Шанкар (92) — индийский композитор и исполнитель, виртуоз игры на ситаре.[121]
- 21 декабря — Ли Дорман (70) — бас-гитарист Iron Butterfly.[122]
- 22 декабря — Майк Скачча[англ.] (47) — гитарист группы Ministry.[123]
- 24 декабря — Рэй Коллинз (76) — американский рок-музыкант. Вокалист оригинального состава The Mothers of Invention.[124]